# Radical 200
Le radical 200, qui signifie le chanvre ou le lin cultivé, est un des 6 des 214 radicaux chinois répertoriés dans le dictionnaire de Kangxi composés de onze traits.
Le caractère Unicode de 麻 est 9EBB.

## Caractères avec le radical 200
| nombre de traits          | caractères |
| ------------------------- | ---------- |
| Sans trait supplémentaire | 麻         |
| 3 traits supplémentaires  | 麼 麽      |
| 4 traits supplémentaires  | 麾         |
| 7 traits supplémentaires  | 麿         |
| 8 traits supplémentaires  | 黀         |
| 9 traits supplémentaires  | 黁         |
| 13 traits supplémentaires | 黂         |